# Закат с деревьями (картина Куинджи)
Закат с деревьями — картина русского художника Архипа Куинджи, написанная между 1876 и 1890 годами. Картина является частью собрания Ростовского областного музея изобразительных искусств.
Несколько печальный закат прописан густой краской. К этому времени также относятся несколько произведений Куинджи, как бы сконцентрировавших его элегическое мировосприятие. Густой фиолетовый цвет задавлен светлым жёлтым или оранжевым. Эти необычайно красивые и естественные цветосочетания соответствуют реальной природе солнечного освещения. Художника можно считать наиболее значительным после Айвазовского «солнцепоклонником».
И. Н. Крамской писал:

Сами по себе луна и солнце, — не предмет для живописи». «Но, — говорил он о произведениях Куинджи, — глядя на такие картины, я могу сделаться лучше, добрее, здоровее